# Сорум, Мэтт
Мэтт Сорум (англ. Matt Sorum; полное имя Мэттью Уильям Сорум, англ. Matthew William Sorum; 19 ноября 1960, Mission Viejo, Калифорния) — американский барабанщик и перкуссионист. Наиболее известен по игре в группе Guns N’ Roses (1990—1997). В настоящее время играет в группе Velvet Revolver. Является владельцем звукозаписывающей студии Drac Studios.

## Биография
Мэтью Уильям Сорум родился 19 ноября 1960 года в округе Ориндж (штат Калифорния). Родители были английского и норвежского происхождения. Мэтт заинтересовался игрой на барабанах в 1964 году после того, как увидел Ринго Старра на «Шоу Эда Салливана». Позже на творчество Сорума повлияли такие артисты, как Иэн Пейс, Кейт Мун, Джинджер Бейкер и другие.
Мэтт Сорум зарекомендовал себя как "крутого музыканта" ещё в 1975 году. В то время он вызывающе одевался, чем привлёк внимание местной группы Prophecy. Позже барабанщика заметил местный композитор Стивен Дуглас, который предложил ему записать альбом в Голливуде с другими талантливыми музыкантами.
В 1988 году Сорум участвовал в записи дебютного альбома Y Kant Tori Read. Вслед за этим проектом он был приглашён в турне с The Cult в поддержку их нового альбома Sonic Tample.

## Личная жизнь
C 1978 года по 1985 год был женат на Кай Бенсон.
12 октября 2013 года Сорум женился на Эдриан «Эйс» Харпер. 11 июня 2021 года у супругов родилась дочь Лу Эллингтон Сорум.

## Ударная установка
Yamaha Drums Rock Tour Custom Black
- 18" x 24" Bass Drum
- 3 1/2" x 12" Brass Piccolo
- 8" x 14" Recording Snare Drum
- 12" x 14" Mounted Tom
- 16" x 16" Floor Tom
- 16" x 18" Floor Tom
- 20.5" Ludwig Timpani

### Hardware
- Yamaha Super Rack System
- DW 5000A Double Bass Pedal
- Pure Cussion Rims
- Evans EQ bass drum pillow

### Heads
- Remo Clear Emperors/Clear Pinstripes (toms batter)
- Remo Clear Ambassadors (toms bottom)
- Remo Coated Ambassadors (snare batter)
- Remo Clear Ambassadors (snare bottom)

### Percussion
Latin Percussion
- LP Rock Ridge Rider Cowbell
- LP Jam Block (Low Pitch Red)
- Rhythm Tech DST (Drum Set Tambourine)

### Cymbals
Zildjian (From the left rear of the kit to the right rear)
- 17" K Series Dark China
- 14" Gao Jiahe Chinese Water Cymbal
- 19" K Series Dark Crash
- 15" Avedis Rock Hi-Hats (on stand)
- 18" Avedis Rock Crash
- 8" Avedis Splash
- 24" Avedis Ping Ride
- 20" Avedis Crash/Ride
- 14" Avedis Rock Hi-Hats (clamped)
- 18" Avedis China Boy High
- 22" Avedis Crash/Ride

### Sticks
- Easton Ahead sticks
- Pro-Mark Maxxum 4195
- Octagon Drumming Gloves

## Velvet Revolver live setup

### Drums
DW In Various Finishes
- 24" x 18" bass drum
- 14" x 6.5" DW Edge snare drum
- 13" x 11" tom
- 16" x 14" floor tom
- 18" x 16" floor tom
- DW 5000 double pedal

Ludwig
- 24" x 14" bass drum
- 14" x 6.5" DW Edge snare drum
- 13" x 9" tom
- 16" x 16" floor tom
- 18" x 16" floor tom
- DW 5000 double pedal

### Cymbals
Zildjian
- 15" Avedis Rock Hi-Hats
- 18" Avedis Medium Crash
- 19" Avedis Medium Thin Crash
- 22" Avedis Ping Ride
- 19" Avedis Medium Thin Crash
- 22" Oriental Classic China
- 20" K Series Dark Medium Crash

### Percussion
Latin Percussion
- Cyclops Brass Drum Set Tambourine
- Rock Ridge Rider Cowbell

### Sticks
Zildjian
His own Signature Sticks with Ahead grip tape

### Heads
- Remo Coated Emperors (toms batter)
- Remo Clear Ambassadors (toms bottom)
- Remo Coated Ambassadors (snare batter)
- Remo Clear Ambassadors (snare bottom)

## Дискография
Hawk
- Hawk (1986)

Y Kant Tori Read
- Y Kant Tori Read (1988)

Johnny Crash
- Unfinished Business (2008)

Guns N' Roses
- Use Your Illusion I (1991)
- Use Your Illusion II (1991)
- "The Spaghetti Incident?" (1993)
- Live Era: '87-'93 (1999)
- Greatest Hits (2004)

Slash’s Snakepit
- It's Five O'Clock Somewhere (1995)

Neurotic Outsiders
- Neurotic Outsiders (1996)

The Cult
- Beyond Good And Evil (2001)

Velvet Revolver
- Contraband (2004)
- Libertad (2007)

Сольные альбомы
- Hollywood Zen (2003)
- Stratosphere (2014)